# Sadist

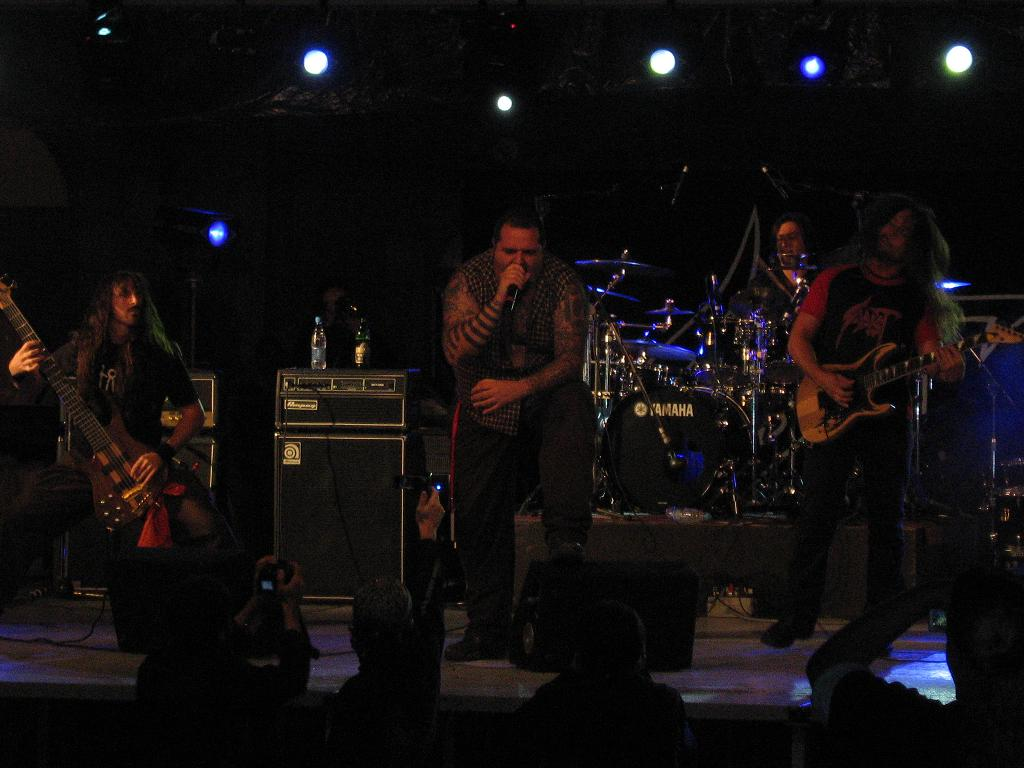
Sadist en 2008.

Sadist es una banda de death metal progresivo, originaria de Génova, Italia, fundada en el año 1991.

## Historia
La banda se formó en 1991 y se deshizo en el año 2000 después de lanzar su álbum Lego. Pero el año 2005 se volvieron a reunir y lanzaron su álbum Homónimo publicado el 2007. Es conocida por sus composiciones que involucran voces guturales con un uso fuerte de solos de guitarra y arreglos de teclado/piano, con influencias del progresivo y del jazz. Aunque Sadist es una banda de death metal progresivo, el álbum Lego es una combinación de thrash con nu metal y música industrial.
Su álbum más reciente se llama Season in Silence, y fue publicado en el 2010 con su sonido característico de siempre.

## Discografía

### Álbumes de estudio
1. Above the Light (1993)
2. Tribe (1996)
3. Crust (1997)
4. Lego (2000)
5. Sadist (2007)
6. Season in Silence (2010)
7. Hyaena (2015)
8. Firescorched (2022)

## Miembros de la banda

### Actual
- Trevor − voz
- Tommy − guitarra, teclados
- Andy − bajo, voz en Above the Light
- Alessio − batería

### Anterior
- Chicco − bajo
- Peso − batería
- Zanna − voz
- Fabio − voz
- Oinos − batería